# Димо Димов
Димо Василев Димов е български цигулар, камерен музикант, музикален педагог, депутат, посланик в Дания (2001 – 2005) и министър на културата (1990 – 1991). Професор по камерна музика в Националната музикална академия.

## Биография

### Произход и образование
Роден е на 10 февруари 1938 г. в Любимец, България. Завършва Консерваторията в София и още като студент през 1956 г. основава квартет Димов, струнен квартет с първоначален състав цигуларят Александър Томов, виолистът Димитър Чиликов и челистът Димитър Козев.

### Професионална кариера
През 1984 г. създава созополските Празници на изкуствата „Аполония“ и основава Академията за изкуства „Аполония“, по-късно превърнала се във фондация „Аполония“. В периода 1987 – 1989 г. е ректор на Музикалната академия. Министър на културата е в редовното правителство на Андрей Луканов и в правителството на Димитър Попов.
През 1982 г. е вербуван за агент от отдел „Задгранични паспорти“ на Държавна сигурност с псевдоним Дангов. Снет е от действащ оперативен отчет през 1986 г.
Избран е за депутат в XXXVIII народно събрание и член на Евролевицата. От 2001 до 2007 г. е професор в Музикалната академия.
Изнася концерти на много места по света, участва в музикални фестивали, има записани над 80 грамофонни плочи и е удостоен с различни награди, между които орден „Стара планина“.

## Семейство
Женен е, има двама синове.